# Travis King
Travis T. King (* 15. Februar 2000) ist ein US-amerikanischer Soldat der US-Armee. Am 18. Juli 2023 überschritt er auf einer zivilen Reise durch die entmilitarisierte Zone Koreas (DMZ) die militärische Demarkationslinie in der Gemeinsamen Sicherheitszone (JSA) nach Nordkorea. King drohte die unehrenhafte Entlassung aus der US-Armee aufgrund einer Anklage in Südkorea, dem Land, in dem er zum Zeitpunkt des Überlaufens stationiert war.
King wurde bis etwa am 27. September 2023 von den nordkoreanischen Behörden festgehalten. King war in diesem Zeitraum der einzige US-Bürger, von dem bekannt war, dass er in Nordkorea inhaftiert ist, und die erste bekannte Festnahme eines US-Bürgers durch Nordkorea seit Bruce Byron Lowrance im November 2018. Am 15. August 2023 bestätigte Nordkorea, dass King illegal in das Land eingereist war, und behauptete, dies sei auf Rassismus innerhalb der US-Armee zurückzuführen, und dass er bereit sei, in dem Land den Flüchtlingsstatus zu beantragen.
Später erklärte Nordkorea, King auszuweisen. Am 27. September 2023 bestätigten die USA, dass sich King in China in der Obhut der USA befinde. US-Sicherheitskreise bedankten sich bei Schweden und China für ihre Unterstützung bei der Bemühung um seine Freilassung.

## Frühes Leben und Militärdienst
King wurde 1999 oder 2000 als Sohn des Vaters Thomas King und der Mutter Claudine Gates geboren. Er wuchs in Racine, Wisconsin, auf und besuchte die Washington Park High School, die er 2020 abschloss.
King trat im Januar 2021 in die Armee der Vereinigten Staaten ein. Er wurde Kavallerieaufklärer und wurde dem 1st Brigade Combat Team, 1st Armored Division, zugeteilt, das im Februar 2022 in Südkorea eintraf.
Am 4. September 2022 meldete sich King nicht zu seiner täglichen Ausbildung in Camp Bonifas. Er wurde später in Uijeongbu aufgefunden und gab an, dass er sich „weigerte, zum Posten oder nach Amerika zurückzukehren“.
Am 25. September 2022 schlug King in einem Nachtclub in Seoul einem Südkoreaner mehrfach ins Gesicht. Das Opfer erstattete keine Anzeige und das Gericht in Seoul stellte das Verfahren ein.
Am 8. Oktober 2022 um 3:46 Uhr war King in Mapo, Seoul, in eine Auseinandersetzung mit südkoreanischen Einheimischen verwickelt. Als Polizeibeamte versuchten, ihn zu befragen, setzte er sein aggressives Verhalten fort, ohne die Fragen der Beamten zu beantworten. Er wurde auf den Rücksitz eines Polizeifahrzeugs gesetzt, wo er Schimpfwörter und Beleidigungen gegen Koreaner, die koreanische Armee und die koreanische Polizei rief. Außerdem trat er mehrmals gegen die Tür des Polizeifahrzeugs, wodurch ein Schaden von etwa 584.000 ₩ (458 US$) entstand. Später bekannte er sich der Körperverletzung und der Zerstörung öffentlicher Güter schuldig und zahlte 1 Mio. ₩ (783 USD) für die Reparatur des Fahrzeugs. Aufgrund dieses Vorfalls blieb King in Südkorea zurück, als seine Einheit in die Vereinigten Staaten zurückkehrte. King wurde dann verwaltungstechnisch dem 2nd Brigade Combat Team, 4th Infantry Division, zugeteilt.

## Inhaftierung in Südkorea und Überfahrt nach Nordkorea

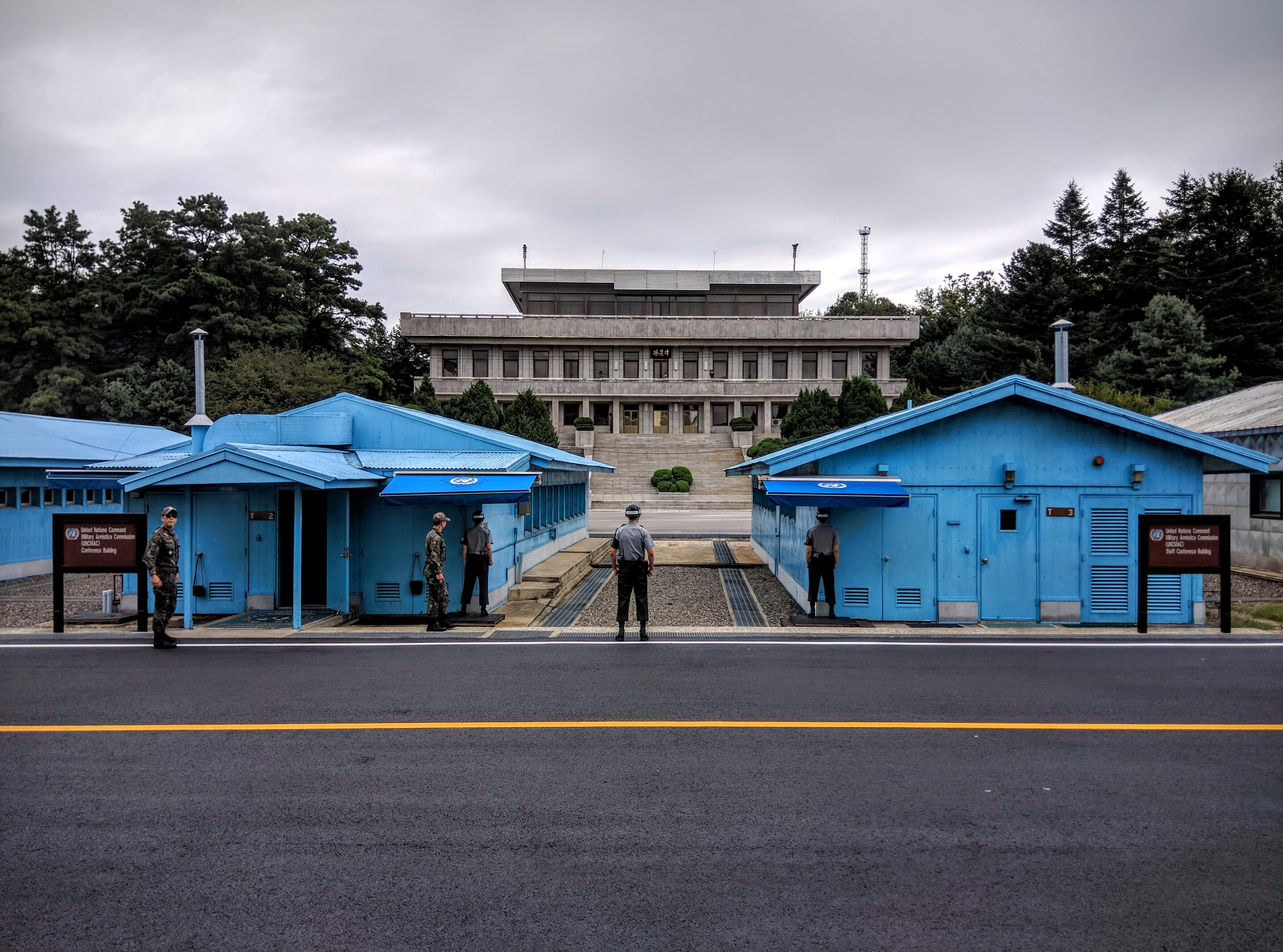
Die Gemeinsame Sicherheitszone von Südkorea aus gesehen, dem Ort von Kings Überlaufen

Nach einer Anklage wegen Körperverletzung wurde King am 8. Februar 2023 vom westlichen Bezirksgericht in Seoul zu einer Geldstrafe in Höhe von 5 Mio. ₩ (3.950 USD) verurteilt, die er nicht bezahlte. Anschließend wurde er 47 Tage lang in einer südkoreanischen Haftanstalt in Cheonan festgehalten, bevor er am 10. Juli 2023 freigelassen wurde. Nach seiner Entlassung verbrachte King eine Woche auf dem US-Militärstützpunkt Camp Humphreys in Pyeongtaek unter Beobachtung. Am 17. Juli 2023 wurde er aus der Einrichtung entlassen und am nächsten Tag zum internationalen Flughafen Incheon bis zur Zollkontrolle eskortiert. Die Militäreskorte hatte kein Ticket und durfte den Kontrollpunkt nicht passieren. King ging daraufhin allein weiter in den Terminal. King sollte einen Flug nach Fort Bliss, Texas, antreten, um dort „anstehende administrative Trennungsmaßnahmen wegen ausländischer Verurteilung“ durchzuführen, floh stattdessen vom Flughafen und wandte sich an einen Angestellten der American Airlines und behauptete, dass er seinen Reisepass vermisse.
Nach dem Verlassen des Flughafens schloss sich King einer Gruppe von Touristen an, die an einer zivilen Tour durch die entmilitarisierte Zone (DMZ) bei Panmunjom teilnahmen, und überquerte am 18. Juli 2023 um 15:27 Uhr die militärische Demarkationslinie (MDL) in der gemeinsamen Sicherheitszone (JSA) nach Nordkorea. Zeugen berichten, dass der schwarz gekleidete King während der Besichtigungstour plötzlich auf die nordkoreanische Seite der militärischen Demarkationslinie gerannt sei und dabei ein lautes „lachendes“ Geräusch von sich gegeben habe. Soldaten von der südlichen Seite verfolgten King erfolglos. Es wird vermutet, dass King in nordkoreanischen Gewahrsam genommen wurde, nachdem er von einem nicht identifizierten Lieferwagen abgeholt worden war.
Ein Sprecher der US-Streitkräfte in Korea erklärte, King habe „vorsätzlich und ohne Genehmigung die militärische Demarkationslinie in die Demokratische Volksrepublik Korea (DVRK) überschritten“, und am 20. Juli 2023 erklärte das US-Verteidigungsministerium King für unerlaubt abwesend (AWOL).
Am 24. Juli 2023 erklärte das Kommando der Vereinten Nationen, dass es mit der nordkoreanischen Regierung in Bezug auf King in Kontakt stehe. Zwei Wochen später, am 1. August, bestätigte die nordkoreanische Regierung das Ersuchen des UN-Kommandos um Informationen über King und teilte mit, dass sie den Vorfall untersuche, jedoch keine detaillierten Angaben zu Kings derzeitigem Status in Nordkorea machen wolle. Die Vereinigten Staaten weigerten sich, King als Kriegsgefangenen einzustufen, da er sich aus freien Stücken und in Zivilkleidung nach Nordkorea begeben hatte. Am 15. August bestätigte die Korean Central News Agency (KCNA), die wichtigste Nachrichtenagentur Nordkoreas, dass King sich in Nordkorea aufhält, und erklärte, dass er wegen „unmenschlicher Misshandlung und Rassendiskriminierung in der US-Armee“ illegal in das Land eingereist sei. Die KCNA erklärte weiter, King habe „seine Bereitschaft bekundet, in der DVRK oder einem Drittland Zuflucht zu suchen, und erklärt, er sei von der ungleichen amerikanischen Gesellschaft enttäuscht“.
Am 27. September gab Nordkorea die Ausweisung von Travis King bekannt. Wenig später, am gleichen Tag, wurde King von den Nordkoreanern US-Behördenvertretern in der chinesischen Grenzstadt Dandong übergeben. Offenbar hatten die USA über die diplomatische Vertretung Schwedens in Verhandlungen mit Nordkorea gestanden. Über Shenyang (China) und die Osan Air Force Base in Pyeongtaek (Südkorea) ist er nach San Antonio ausgeflogen worden, wo er am 28. September eintraf.
King war nach Larry Abshier, James Joseph Dresnok (beide 1962), Jerry Parrish (1963), Charles Robert Jenkins (1965) und Joseph T. White (1982) der sechste – bzw. unter Einbeziehung von Roy Chung (1979) der siebte – Soldat der US-Streitkräfte, der nach Nordkorea flüchtete.

## Auszeichnungen und Orden
- National Defense Service Medal (2021)[21]
- Korean Defense Service Medal (2022)[21]
- Overseas Service Ribbon (2022)[21]